# 5330 Сенрікю
5330 Сенрікю (5330 Senrikyu) — астероїд головного поясу, відкритий 21 січня 1990 року.
Тіссеранів параметр щодо Юпітера — 3,080.
Названо на честь Сенрікю (яп. せんりきゅう(千利休) сенрікю:).